# Daniel Riolobos
Daniel Riolobos, cuyo nombre real era Pedro Nicasio Riolobos (Godoy Cruz, Mendoza, 14 de diciembre de 1932-México, 17 de junio de 1992) fue un intérprete y cantante argentino de boleros y baladas románticas.

## Sus comienzos
Cantó por primera vez en la radio a los cinco años, vislumbrándose ya su calidad de voz. Se dedicó al estudio del canto, aunque su verdadera pasión era el fútbol, llegando a jugar en primera división en Independiente Rivadavia, hasta que una serie de lesiones lo hicieron desistir.

## Carrera
Siendo muy joven se trasladó a Buenos Aires donde conoció al pianista Roberto Inglez, quien lo llevó a recorrer Latinoamérica desde la década de 1950. Estuvo en Chile, donde comenzó a presentarse como crooner de la orquesta dirigida por Inglez hasta que reemplazó al chileno Lucho Gatica. Gracias al éxito obtenido, se lanzó como solista en Venezuela, Cuba, Puerto Rico, USA y México, país donde se radicó en 1958. En Cuba aún se lo recuerda por su interpretación del tema "Vete de mí" del argentino Virgilio Expósito. 
En enero de 1959, viajó a México para actuar en el Teatro Lírico y a partir de allí comenzaría a afianzarse, de la mano de Agustín Lara y de Lucho Gatica. Con Gatica solía encontrarse en los escenarios, como sucedió, por ejemplo, en un certamen en 1963; en esa oportunidad, Riolobos se llevó el premio Azteca al Mejor Cantante Internacional y el chileno terminó detrás de él.
En 1967, la revista argentina Gente publicó una extensa entrevista que le realizó el periodista Santo Biasatti, en la que lamenta que se cumpla el refrán que dice nadie es profeta en su tierra aludiendo al poco reconocimiento de parte de sus compatriotas. A partir de ese año se presentaba casi todas las semanas en el canal 13 TV de Buenos Aires en el programa Sábados Circulares conducido por Nicolás "Pipo" Mancera. Fue más valorado en el exterior que en su propio país, sin embargo, después de haber recibido varios premios internacionales fue reconocido en Argentina al imponerse en el 2° Festival Buenos Aires de la Canción de 1968 con la canción "No es un juego el amor", de Eladia Blázquez.

### Relación con otros artistas
- Fue amigo y compadre de Pedro Vargas.
- Fue gran amigo de Miguel Aceves Mejía.
- Decía que sus cantantes preferidos eran Tony Bennett y Barbra Streisand.
- Armando Manzanero fue su pianista y de quien grabó muchas de sus canciones.
- Compartió escenario con grandes artistas de su país, entre ellos Los Cinco Latinos.
- En La Habana, Cuba, conoció a Benny Moré El bárbaro del ritmo, quien le enseñaría secretos de la profesión.
- Con Astor Piazzolla grabó un disco simple con los tangos "Uno" y "Garúa".[2]

- Con Osvaldo Fresedo grabó un LP titulado "Los 10 mandamientos", en tiempo de tango, con temas cuyas letras estaban relacionadas con los mandamientos: "Amo a mis padres", "No robarás", "Huyendo del pecado", entre otros.
- Aportó los temas musicales de la coproducción argentino-mexicana La buscona (1971).
- En la película argentina Deliciosamente amoral (1969) con Libertad Leblanc,[3] aparece interpretando el tema central: "Para olvidarte a ti", letra de Julio Porter y música de Lucio Milena.
- Actuó en la película "Bromas, S.A." (1967) junto con otros artistas como Nadia Milton, Mauricio Garcés, Gloria Marín y Chabuca Granda, entre otros.

### Festivales de la Canción
- 1968 - 2° Festival Buenos Aires de la Canción - Ganador con el tema "No es un juego el amor" de Eladia Blázquez.
- 1979 - Festival de la OTI - Ganador con el tema "Cuenta conmigo", de Chico Novarro y Raúl Parentella.

### Premios
- 1985 - Premio Konex de Platino[4]

Rubro Música Popular - Cantante Melódico 
- 1985 - Diploma al Mérito[5]

Rubro Música Popular - Cantante Melódico

## Discografía
- ????: "La voz de América" - BELTER
- 1958: "A Tropical Evening with Daniel Riolobos" - RCA VICTOR
- ????: "Solo pienso en ti" - COLORAMA
- 1968: "Romántico" - ODEON POPS
- ????: "El día que me quieras" - COLUMBIA
- 1974: "Por y para mis amigos" - CABAL
- 1976: "El estilo sin edad" - CABAL
- 1976: "La voz y la personalidad de Daniel Riolobos" - CBS
- 1978: "Los diez mandamientos - Junto a Osvaldo Fresedo - ARTE PARA EL MUNDO
- ????: "La música de... ayer, hoy y siempre" - CBS
- ????: "Los Éxitos de Daniel Riolobos" - RCA MÉXICO
- 1988: "De hombre a hombre" - INTERDISC
- 1992: "Grandes Éxitos" - LE MUSIQUE S.R.L.
- 1994: "La noche de anoche"
- 1997: "Románticamente Tuyo" - MUSICA & MARKETING S.A.
- 2007: "20 Secretos de Amor" - SONY / BMG

## Citas
Dijo de él Sammy Davis Jr: "Si yo tuviera la voz de Daniel, no tendría que hacer payasadas cuando actúo..."' Un gran número de personas, incluidos muchos cantantes, sigue considerándolo como "la mejor voz expresiva" de la canción melódica y del bolero en particular.

## Fallecimiento
Falleció el 17 de junio de 1992 a los 59 años a causa de un problema cardíaco.